# António Oliveira
António Luís Alves Ribeiro de Oliveira (Penafiel, 10 juni 1952) is een Portugees voetbalcoach en voormalig voetballer die speelde als aanvallende middenvelder. Oliveira was de bondscoach van het Portugees voetbalelftal op het Europees kampioenschap voetbal 1996 en het wereldkampioenschap voetbal 2002.

## Clubcarrière
Oliveira debuteerde op achttienjarige leeftijd als profvoetballer bij FC Porto, in 1971. In het seizoen 1977/78 scoorde hij negentien doelpunten, nimmer zou de middenvelder nog beter doen. Datzelfde seizoen kroonde Porto zich na een droogte van 19 jaar nog eens tot Portugees landskampioen. Hij werd nogmaals kampioen met Porto in 1979. Oliveira verkaste in 1979 op 27-jarige leeftijd naar Real Betis uit Spanje, maar hij kreeg er heimwee naar zijn thuisland en keerde daarom in 1980 alweer terug naar Porto. In 1982 won hij zowel de landstitel als de beker met Sporting CP. Hierna zou de club uit Lissabon tot 2000 moeten wachten op nieuw succes. Oliveira werd drie maal uitgeroepen tot Portugees voetballer van het jaar: in 1978, 1981 en 1982. In 1985 verhuisde Oliveira nog naar Marítimo, waar hij in 1986 zijn carrière beëindigde.

## Interlandcarrière
Oliveira speelde 24 interlands in het Portugees voetbalelftal (1974–1983), waarin hij zeven keer scoorde. Een groot toernooi zat er niet in voor de middenvelder.

## Trainerscarrière
In 1997 en 1998 won Oliveira de Primeira Liga met FC Porto. In 1998 werd de dubbel gepakt met ook nog de gewonnen Taça de Portugal tegen Braga.
Oliveira is tot twee keer toe bondscoach geweest van het Portugees voetbalelftal. In zijn eerste periode loodste hij de Portugezen naar de kwartfinale van EURO 1996. Tsjechië, dat in Engeland de finale zou verliezen tegen Duitsland, schakelde Portugal uit. Zes jaar later, in 2002, leidde hij Portugal voor het eerst sinds 1986 naar het wereldkampioenschap voetbal. Oliveira haalde zich wel een tumultueuze voorbereiding op de hals. De Portugese media uitten kritiek op zijn keuzes toen hij doelman Ricardo, die in vorm was, door Vítor Baía verving in het kader van oefenpartijen. Ook zette hij Beto Severo in als rechtsachter terwijl de beste positie van Beto normaal gesproken die van centrumverdediger was. Bovendien legde Hugo Viana een positieve dopingtest af, slechts enkele weken voor de start van het WK.
In Japan en Zuid-Korea werd Portugal uitgeschakeld na de groepsfase. De Portugezen verloren van Zuid-Korea en de Verenigde Staten met 0–1 en 2–3. Tegen Polen werd overtuigend gewonnen met 4–0. Zijn job als bondscoach van Portugal op het WK 2002 is nog altijd de laatste uit zijn loopbaan als trainer.
Oliveira stapte op als bondscoach na het voor Portugal ontgoochelende WK in Japan en Zuid-Korea.

## Erelijst

### Speler
| Competitie                    |        |                  |       |       |
| Competitie                    | Aantal | Jaren            |       |       |
| Porto                         | Porto  | Porto            | Porto | Porto |
| ----------------------------- | ------ | ---------------- | ----- | ----- |
| Primeira Liga                 | 2x     | 1977/78, 1978/79 |       |       |
| Taça de Portugal              | 1x     | 1976/77          |       |       |
| Sporting Lissabon             |        |                  |       |       |
| Primeira Liga                 | 1x     | 1981/82          |       |       |
| Taça de Portugal              | 1x     | 1981/82          |       |       |
| Supertaça Cândido de Oliveira | 1x     | 1982             |       |       |

### Trainer
| Primeira Liga                 | 2x | 1996/97, 1997/98 |
| Taça de Portugal              | 1x | 1997/98          |
| Supertaça Cândido de Oliveira | 1x | 1996             |

1 Baía  ·
2 Secretário ·
3 Paulinho Santos ·
4 Oceano ·
5 Couto ·
6 Tavares ·
7 Paneira ·
8 Pinto ·
9 Sá Pinto ·
10 Costa ·
11 Cadete ·
12 Alfredo ·
13 Dimas ·
14 Barbosa ·
15 Domingos Paciência ·
16 Hélder ·
17 Porfírio ·
18 Folha ·
19 Sousa ·
20 Figo ·
21 Madeira ·
22 Rui Correia ·
Coach: Oliveira
1 Baía ·
2 J. Costa ·
3 Xavier ·
4 Caneira ·
5 Couto  ·
6 Sousa ·
7 Figo ·
8 Pinto ·
9 Pauleta ·
10 R. Costa ·
11 Conceição ·
12 Viana ·
13 Andrade ·
14 Barbosa ·
15 Nélson ·
16 Ricardo ·
17 Bento ·
18 Frechaut ·
19 Capucho ·
20 Petit ·
21 Gomes ·
22 Beto Severo ·
23 Jorge ·
Coach: Oliveira